# Patna
Patna er en by i det nordøstlige Indien, der er hovedstad i den indiske delstat Bihar.
Byen ligger på den sydlige bred af floden Ganges. I 1982 blev Mahatma Gandhi Setu, en af verdens længste broer (5850 m.) åbnet. Historisk har Patna været exporthavn for landsbrugsprodukter fra omegnen – ris, korn, sukker, sesam. I nyere tid har serviceindustrier taget til. Byen har ca. 1.684.222(2011) indbyggere.

## Historie
Patna er en af landets ældste byer og har haft flere forskellige navne, som fx Pataliputra da den var Maurya-dynastiets hovedstad. Gobind Singh, den tiende og sidste sikh guru, blev født her og Buddha opnåede oplysning i nærliggende Bodh Gaya. I den moderne epoke var Patna en provinsby under Mughal-riget; en del af Bengal efter deres forfald i 18. århundrede; under britisk kontrol efter 1765. Byen blev hovedstad i Bihar og Orissa i 1912.